# キクシダレ
キクシダレ(菊枝垂、Cerasus jamasakura ‘Plena-pendula’)は、バラ科サクラ属の園芸品種。サトザクラの一種であり、名称の通り菊咲きになり、枝が枝垂れる。

## 特徴
樹高は大きいもので 10 m 程に伸びる。枝が垂れる特徴を持っており、シダレザクラの一種といえる。
花は大輪であり、花弁は50枚を超える。蕾は濃い目の紅紫色になっている。ソメイヨシノより遅れて咲き始め、花の時期に緑褐色の葉が出る。花柄が長く、花は下を向く。
ヤエベニシダレと同じく八重のシダレザクラである。花が大輪で花弁も多く華美であることから海外でも人気がある。